# Деваль, Пьер (консул)
Пьер Дева́ль (фр. Pierre Deval; 28 октября 1758, Константинополь — 23 августа 1829, Вилье-ле-Бель) — французский переводчик и дипломат.
Родился 28 октября 1758 года в Константинополе, где его отец Александр Деваль (1716—1771) был первым драгоманом при дворе османского султана. С 27 августа 1765 по 8 августа 1774 обучался восточным языкам в парижском Лицее Людовика Великого, по окончания которого был назначен на должность драгомана по Сайде, Латакии, Алеппо и Александрии. С 27 августа 1786 года — вице-консул в Багдаде. В декабре 1791 года был назначен консулом в Алжире, но так и не приступил к своим обязанностям, поскольку алжирский дей не утвердил его кандидатуру и настаивал на оставлении прежнего консула; в июле 1792 года назначение было отменено. Во время революции покинул Францию и находился в Константинополе. Вернулся на родину в 1803 году, но вплоть до 1814 года не занимал никаких государственных постов.
12 сентября 1814 года снова назначен генеральным консулом и поверенным в делах в Алжире. 1 декабря того же года стал исполняющим обязанности консула, 23 февраля 1816 года утверждён в должности. Основной задачей Деваля на этом посту было решение проблемы с многомиллионным французским долгом, образовавшимся перед алжирской компанией «Бакри и Буснаш» во время хлебных поставок последней во время революции. Деваль от имени Франции подтвердил готовность своей страны оплатить долг в согласованном ранее размере в 8 000 000 франков, но к тому моменту Бакри (на которых наседали их собственные кредиторы) оценивали его размер в 24 000 000 франков. После проведённых переговоров французам удалось сократить размер выплат до 7 000 000 франков, соглашение об этом было подписано 28 октября 1819 года. Позднее соглашение было утверждено деем Хусейном III, а 24 июля 1820 года — Национальным собранием Франции. 
Франция выплатила 2 500 000 франков в счёт погашения долга, однако Бакри вскоре выяснили, что согласованной суммы недостаточно для оплаты их кредиторам, после чего стали настаивать на пересмотре соглашения в сторону увеличения суммы выплаты. Тем временем кредиторы торгового дома стали уже сами обращаться к французскому правительству с требованиями погасить задолженность. Одновременно с этим дей потребовал переписать долг на него, полагая, что таким образом его будет легче получить, он также настаивал на отзыве из Алжира Деваля, которого подозревал (возможно, небеспочвенно) в закулисных соглашениях с Бакри.
Тем временем, Франция продолжала оказывать давление на Алжир из-за непрекращающихся атак алжирских пиратов на французские суда. В октябре 1826 года французский фрегат встал на рейд алжирской столицы, чтобы подкрепить эти требования демонстрацией силы, а 28 февраля 1827 года французский министр иностранных дел барон де Дамас подтвердил готовность его государства придерживаться соглашения 1819 года о выплате долга, но увязал это с необходимостью покончить с пиратством и с компенсацией Алжиром ущерба, наносимого пиратами. 30 апреля 1827 года, по окончании священного для мусульман месяца рамадан, во дворце дея состоялся дипломатический приём, на котором присутствовал весь дипломатический корпус, в том числе — Деваль. Дей спросил того, собирается ли Франция выплачивать долг, тот что-то ответил. Монарх счёл, что ответ консула был произнесён слишком надменным тоном, разъярился и ударил Деваля по лицу веером.
Деваль счёл себя оскорблённым, и в течение месяца все французы покинули Алжир. Французское правительство воспользовалось инцидентом для того, чтобы 15 июня 1827 года выдвинуть Алжиру ультиматум, в котором требовало извинений за оскорбления, наказания пиратов, права размещения войск на территории Алжира и требования режима наибольшего благоприятствования в торговле с ним, а также заявляла, что уже полностью погасила свой долг компании «Бакри и Буснаш». Хусейн отказал в удовлетворении ультиматума, и тогда Франция предприняла блокаду Алжира своими военными кораблями. В последующие годы противостояние нарастало и окончилось введением французских войск в Алжир в 1830 году и его присоединению к Французской колониальной империи.
Пьер Деваль после возвращения во Францию вышел в отставку и скончался 23 августа 1829 в Вилье-ле-Беле.